# Cesare Bonizzi

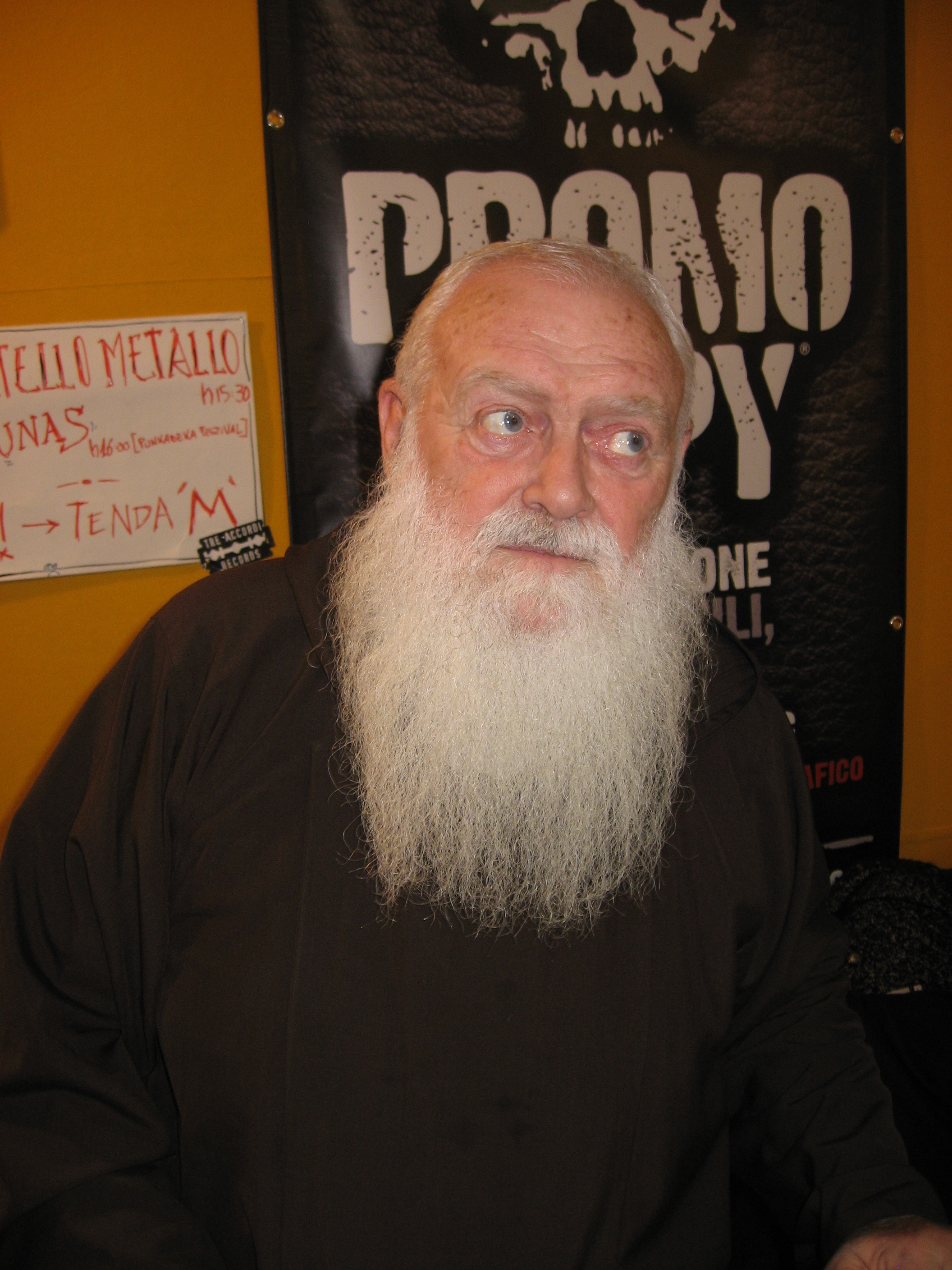
Cesare Bonizzi, 2008

Bruder Cesare Bonizzi OFMCap (* 15. März 1946 in Offanengo; † 19. November 2024 in Bergamo) war ein italienischer Kapuziner, der als Sänger und besonders 2008 als Heavy-Metal-Sänger bekannt wurde. Er wurde auch als Frate Cesare oder Fratello Metallo („Bruder Metal“) bezeichnet, letzteres war zudem der Name seiner Band.

## Leben
Cesare Bonizzi wurde 1946 in der lombardischen Provinz Cremona geboren. 1975 schloss er sich den Kapuzinern an und ging ins Kloster. Er war als Missionar an der Elfenbeinküste tätig. Nach seiner Rückkehr 1983 wurde er zum Priester geweiht. Seit 1990 machte Bonizzi Musik, die er vor allem als Mittel zum Zweck der Besinnung und geistigen Einkehr betrachtete. Dabei bediente er sich unterschiedlichster Musikstile vom New Age bis zur Rockmusik.
Cesare Bonizzi lebte im Konvent von Musocco, einem Stadtteil von Mailand und zuletzt im Kapuzinerkloster Barbarano bei Salò. Er starb im November 2024 im Alter von 78 Jahren.

## Musik
Nach dem Besuch eines Konzerts der amerikanischen Band Metallica ergriff ihn die Leidenschaft für Metal als musikalischem Ausdruck. Nach eigenen Worten war Metal für ihn „die energiereichste, lebendigste, tiefste und wahrhaftigste musikalische Sprache“.
Bonizzi nahm eine Reihe von Alben aus unterschiedlichen Musikrichtungen auf, wurde jedoch erst als Fratello Metallo mit dem Album Misteri aus dem Jahr 2008 sowie einem Auftritt als Vorgruppe beim italienischen Festival Gods of Metal, dem größten Metal-Festival Italiens, international bekannt. Er selbst gab Metallica und Megadeth als Hauptinspiration seiner Interpretation des Heavy Metal an, die er als Metrock (Verschmelzung von Metal und Rock) bezeichnete. Bonizzi trat bei Konzerten in vollständigem Habit auf.
In der Metal-Szene wird zuweilen die Geste der Teufelshörner, einer erhobenen Faust mit ausgestrecktem Zeigefinger und kleinem Finger verwendet, in Italien auch als Mano cornuta eine vielverbreitete abergläubische wie zuweilen obszöne Geste. Bonizzi verwendete hingegen das Handzeichen für Ich liebe Dich der American Sign Language, das sich von der Mano cornuta durch den ausgestreckten Daumen unterscheidet. 
Ende 2009 gab er bekannt, dass er nicht mehr als Musiker auftreten werde. Er wolle damit den Teufel „töten“, der ihn zu einer Berühmtheit gemacht habe. Es habe die Gefahr bestanden, dass es zu einem Zerwürfnis zwischen Bonizzi und seinen Bandkollegen wie auch seinen Mitbrüdern gekommen wäre. Dies sollte jedoch keine Ablehnung des Musikstils ausdrücken; Metal sei, so Bonizzi, „die Kraft der Musik selbst“ und „ein Bruder“.

## Diskografie
- Come Fiamma
- Droghe
- Primi Passi
- Straordinariamente Ovvio
- Maria e Noi
- Francesco Come Noi
- Credo
- Il LA Cristiano
- Vie Crucis
- Misteri (2008)